# Estádio Juan Domingo Perón (Córdoba)
O Estádio Juan Domingo Perón, também conhecido como Monumental de Alta Córdoba, é um estádio multiuso localizado em Córdoba, cidade e capital da província de mesmo nome, na Argentina. A praça esportiva, usada principalmente para o futebol, pertencente ao Instituto, foi inaugurada em 15 de agosto de 1951 e tem capacidade para cerca de 26 000 espectadores.

## Informações gerais
| Nome oficial | Juan Domingo Perón            |
| Apelido      | Monumental de Alta Córdoba    |
| Endereço     | Rua Jujuy 2750 – Alta Córdoba |
| Localidade   | Córdoba                       |
| Departamento | Capital                       |
| Província    | Córdoba                       |
| Inauguração  | 15 de agosto de 1951          |
| Capacidade   | 26 000                        |
| Proprietário | Instituto                     |

O estádio do Instituto está localizado no quarteirão delimitado pelas ruas Jujuy, Lope de Vega, Sucre e Calderón de la Barca, na cidade de Córdoba. É o terceiro maior estádio da província de Córdoba, atrás apenas dos estádios Mario Alberto Kempes e Julio César Villagra.
Seu nome, Juan Domingo Perón, é uma homenagem ao militar e político argentino, e presidente da Argentina por três mandatos. O estádio também é popularmente conhecido como "Monumental de Alta Córdoba", em referência ao bairro em que está localizado.

## História
Em 1946, sob a presidência de Juan Domingo Perón, o Congresso da Nação Argentina aprovou a Lei n.º 12.931, que conferia ao Poder Executivo Nacional o montante de 20 milhões de pesos argentinos para serem doados em subsídios a várias entidades sociais e esportivas do país para a construção de novos estádios. O Instituto obteve um empréstimo de um milhão e quinhentos mil pesos argentinos com base na mencionada lei e tornou possível a realização do sonho do clube em ter seu próprio estádio.
Em 15 de agosto de 1951, no âmbito das comemorações do 33º aniversário do Instituto, o Estádio Monumental foi inaugurado com um jogo amistoso contra o Racing Club de Avellaneda.